# T Chamaeleontis
T Chamaeleontis (T Cha) – gwiazda zmienna typu T Tauri położona w gwiazdozbiorze Kameleona w odległości około 350 lat świetlnych (108 parseków) od Ziemi. Jest to młoda gwiazda typu widmowego G8 (żółty karzeł), o masie ok. 1,5 mas Słońca. Jej wiek szacuje się na pomiędzy dwoma a dziesięcioma milionami lat, a za najbardziej prawdopodobny uważa się przedział 6,7-7 milionów lat.
Za pomocą obserwacji prowadzonych przy pomocy teleskopu VLT międzynarodowy zespół astronomów zdołał zbadać istniejący od niedawna dysk materii wokół młodej gwiazdy znajdującej się na wczesnym etapie formowania układu planetarnego. Jest to pierwszy przypadek, gdy udało się wykryć niewielkiego towarzysza mogącego być przyczyną powstania sporej przerwy w dysku protoplanetarnym. Prowadzone dalej obserwacje pozwolą ustalić, czy ten towarzysz gwiazdy jest planetą pozasłoneczną, czy może brązowym karłem.